# Urämischer Frost

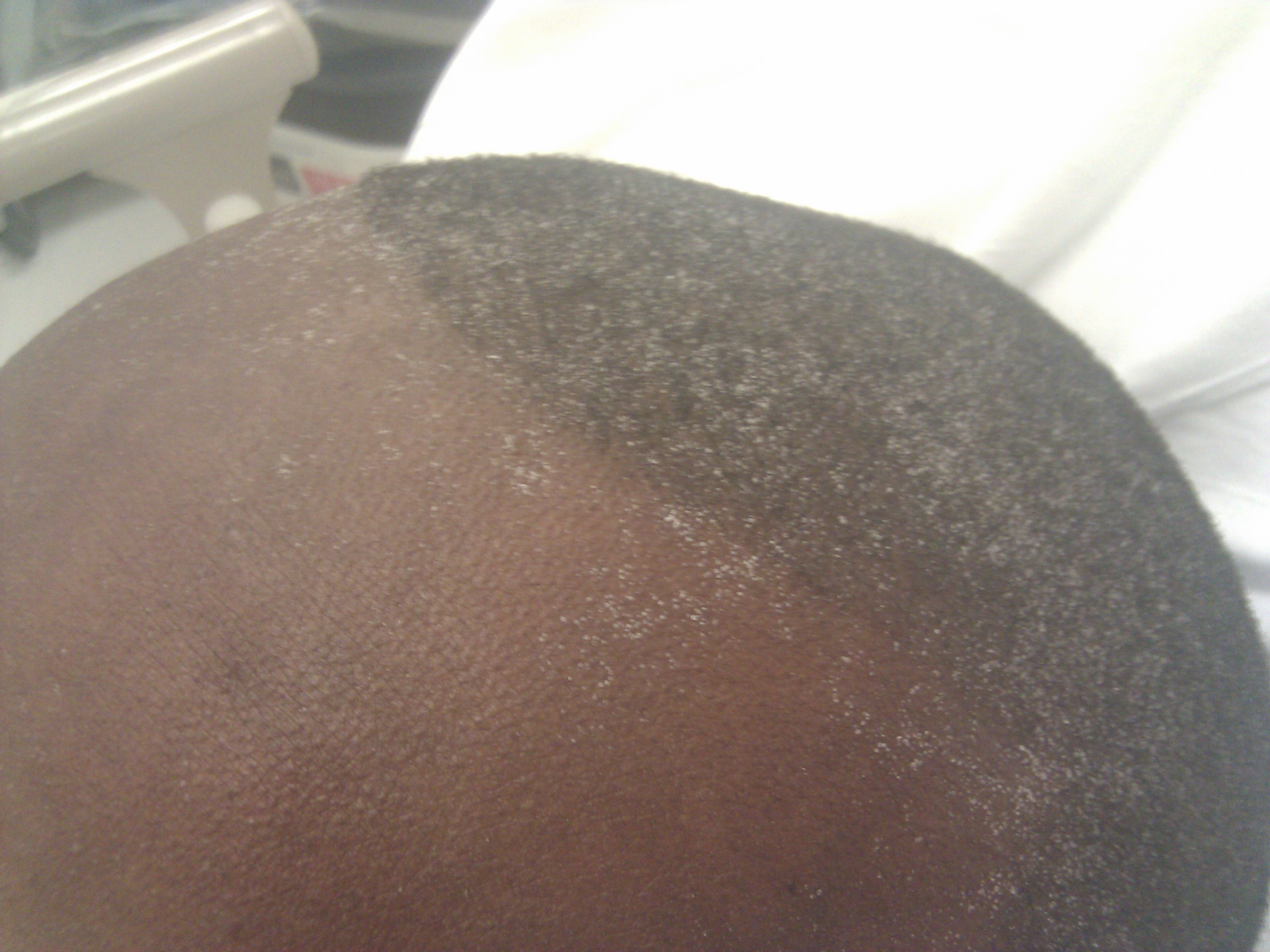
Urämischer Frost auf der Stirn und Kopfhaut eines Mannes

Urämischer Frost ist die Bezeichnung von weißem, bröckeligem, kristallinem Harnstoff auf der Haut.
Es kann bei chronischem Nierenversagen auftreten, das zu einer Urämie über Ausscheidung von Harnstoff über die Schweißdrüsen und schließlich Verdunsten zu sichtbaren Ablagerungen auf der Haut führt.
Der Begriff ist eine Wort-für-Wort-Übersetzung des englischsprachigen Begriffs Uremic frost (sinngemäß „urämischer (Rau-) Reif“) und hat mittlerweile Eingang in die deutschsprachige Fachliteratur gefunden.